# Chartham Hatch
Chartham Hatch är en by i Kent i England. Byn är belägen 4,6 km 
från Canterbury. Orten har 529 invånare (2015).